# 電人M
『電人M』（でんじんエム）は、月刊娯楽雑誌「少年」（光文社）に1960年1月号から12月号まで連載された江戸川乱歩作の少年向け推理小説。

## 概要
怪人二十面相が電人Mというロボットに扮して、電気の国の大美術館の完成に向けて、世界中から美術品を盗んでいる。二十面相の部下が総勢100人近く登場する。
作中では爆発後に5時間で効果は消滅するが、爆発時はあらゆる遮蔽物を通り抜け、周辺にいる生物を仮死状態にさせる遠藤粒子という兵器が登場する。その間は兵器として悪用することも可能であるが、遠藤粒子を発明した遠藤博士は悪用を恐れ、最初で最後の1回だけの使用を持って永遠の秘密として封印する決心をした。科学技術とその悪用について触れられている作品でもある。

## あらすじ
東京各所に6本足のタコのような火星人や人型の奇怪なロボットが現れ、「月世界旅行をしましょう」と書いた紙を残していく事件が起こった。そんなある日、小林少年は「電人M」と名乗る者からの電話でビルの屋上に呼び出され、人型ロボット「電人M」と遭遇、火星人やロボットは、月世界旅行のテーマパークが無許可で行なっていた宣伝行為に過ぎないことがわかるが、その裏には何かがありそうであった。
同じ頃、遠藤博士の自宅兼研究所に火星人やロボットが出現して家人が驚かされる事件が起き、博士が密かに進めていた謎の研究が狙われる。電人Mは遠藤博士に研究を売り渡すよう要求、さもなくば小学生の息子を誘拐すると言い、電人Mの超能力を示す数々の不思議な現象が起こる。博士の息子は誘拐されるが、小林少年は少年探偵団員と協力して、電人Mの乗った自動車を車庫に追い詰めるが、密室となった車庫から車もMも息子も消え失せていた。
そこでついに明智小五郎の登場となり、車庫での消失の謎を解き、遠藤邸での怪事件も、博士の助手に化けた怪人二十面相の仕業であることを明らかにする。だが二十面相は明智や警官たちの意表をついて脱走してしまった。
しかし明智探偵は、電人M――怪人二十面相の隠れ家を密かに突き止めていた。それは月世界旅行のテーマパークの地下であった。うかつには踏み込めない。遠藤博士は自分の研究を最初で最後の使用とすることで、二十面相怪盗団を逮捕することを決意する。